# 里法特·阿里尔
里法特·阿里尔（羅馬化：Rifaʿat al-ʿAriʿīr；1979年9月23日—2023年12月6日）是巴勒斯坦學者、詩人、作家與社會運動家。他於1979年出生於以色列佔領下的加薩走廊加薩市舒加艾耶，2001年自加沙伊斯兰大学獲英語文學學士學位，2007年自英國伦敦大学学院獲碩士學位，2017年自马来西亚博特拉大学獲英語文學博士學位，論文主題為十七世紀的英國詩人約翰·多恩詩作。
2007年起阿里尔在加沙伊斯兰大学教授文學與創意寫作，主要講授莎士比亞詩作，但其授課內容也包括以色列詩人耶胡達·阿米亥作品，他指後者的詩作「美麗但危險」。另外阿里尔也是非政府組織我們不是數字的共同創辦人，為加薩走廊的青年提供英語寫作教學，以幫助他們講述對抗以色列佔領的故事。阿里尔先後於2014年與2015年出版短篇故事集Gaza Writes Back與Gaza Unsilenced，並於受訪時表示其目標為「為未來的世代留下證言」。
阿里尔生前經常也撰文批判以色列，以色列—哈瑪斯戰爭期間曾受BBC、Democracy Now!與ABC新聞專訪，他指哈瑪斯突襲以色列的阿克薩洪水行動為正當且道德的，並將其與二戰期間的華沙猶太區起義相提並論，引發相當爭議；另外他也否認該行動中有性暴力發生，指其為將加薩種族滅絕正當化的謊言。阿里尔自戰爭爆發後就拒絕離開加薩走廊北部，2023年12月6日晚間6點左右，阿里尔與數名家人在加薩北部死於以色列軍隊的空襲，非政府組織歐洲-地中海人權監察表示阿里尔顯然是被以軍作為直接目標攻擊，其住家遭精確的外科手術式打擊，且阿里尔死前已收到數次來自以方的死亡威脅。阿里尔的遺作「如果我必須死亡」（If I must die）廣為流傳，已被翻譯成超過40種語言。

## 個人生活
里法特·阿里尔已婚並育有6名子女。他的一名兄弟（Hamada）與其妻Nusayba的祖父、兄弟、姐妹和三名姪女都在2014年加沙戰爭死於以軍轟炸。2021年以巴衝突期間他曾在《紐約時報》撰文講述戰爭對其子女的影響。在工作之外，阿里尔也在動物園擔任志工。

## 作品

### 編作
- Alareer, Refaat (编). . Charlottesville, VA: Just World Books. 2014  [2024-03-03]. ISBN 978-1-935982-35-7. （原始内容存档于2024-04-27）.

- Alareer, Refaat; El-Haddad, Laila (编). . Charlottesville, VA: Just World Books. 2015  [2024-03-03]. ISBN 978-1-935982-55-5. （原始内容存档于2024-03-27）.

### 短文
- Alareer, Refaat. . The New York Times. 13 May 2021  [7 December 2023]. （原始内容存档于7 December 2023）.
- Alareer, Refaat. . Abusalim, Jehad; Bing, Jennifer; Merryman-Lotze, Michael  (编). . Chicago, Illinois: AFSC and Haymarket Books. 2022: 15–28  [2024-03-03]. ISBN 978-1-64259-725-7. （原始内容存档于2024-01-01）.
- Alareer, Refaat. . Scalawag Magazine. 20 June 2023  [11 December 2023]. （原始内容存档于2024-01-06）. And in a display of extreme cruelty, the officer's callous words echoed through the air, reverberating with the weight of a thousand fatherless nights. With a smirk, he brazenly boasted to the grief-stricken son, "I killed your father." The room fell into an abyss of silence. Time stood still, shattered by the impact of those haunting syllables. 'It was like they killed my father twice.'

### 論文
- Alareer, Refaat R.  (PDF) (Ph.D.论文). Serdang, Selangor: Universiti Putra Malaysia. August 2017  [10 December 2023]. OCLC 1121182447. （原始内容存档 (PDF)于2024-03-25）.

## 外部連結
- 里法特·阿里尔的X（前Twitter）